# Jean de Lizaunet
Jean de Lizaunet (mort le 13 novembre 1231) est un  évêque de Dol de 1205 à 1231.

## Biographie
Jean VII de Lizaunet ou de Lizanet appartient à une famille bretonne peut être celle des seigneurs de Lezonnet (?) . Chanoine de Dol de Bretagne, il est consacré évêque à Tours en 1205 par l' archevêque de Tours Barthélemy de Vendôme (1174-1206)  à qui il promet obéissance. Il participe au Synode de Tours et meurt le 13 novembre 1231 selon l'obituaire de Dol. Il est à l'origine des travaux de reconstruction de la cathédrale de Dol incendiée en 1203, par le roi d'Angleterre Jean sans Terre 